# Pierre Bertrand (rugby à XV)
Pour les articles homonymes, voir Pierre Bertrand et Bertrand.
Pas d'image ? Cliquez ici

a Compétitions nationales et continentales officielles uniquement.

b Matchs officiels uniquement.
Pierre Bertrand, né le 27 octobre 1927 à Meximieux (France) et mort le 13 novembre 2018 à Gleizé (France), est un joueur international français de rugby à XV. Il évolue avec l'US bressane au poste de pilier (1,80 m pour 98 kg).

## Biographie
En club, Pierre Bertrand joue avec l'US bressane.
Sélectionné huit fois en équipe de France, il dispute son premier test match le 27 janvier 1951 contre l'équipe d'Irlande et le dernier contre l'équipe d'Italie, le 26 avril 1953. Il marque une pénalité contre les Gallois en 1953,.
Après sa carrière sportive, il est vétérinaire dans la région de Trévoux.
Pierre Bertrand meurt le 13 novembre 2018 à Gleizé, dans le département du Rhône.

## Statistiques en équipe nationale
- Sélections en équipe de France : 8.
- Sélections par année : 3 en 1951 et 5 en 1953.
- Tournois des Cinq Nations disputés : 1951 et 1953.

## Distinctions personnelles
- Médaille de la jeunesse, des sports et de l'engagement associatif, bronze en 1956.